# C.D.C. Montalegre
El C.D.C Montalegre o Centro Desportivo e Cultural de Montalegre por sus siglas es un club de fútbol portugués del municipio de Montalegre en el Distrito de Vila Real. Fue fundado en 1964 y juega en la Liga Regional de Vila Real, quinta división en el fútbol portugués.

## Historia
Ha jugado la mayoría de su historia en ligas menores también conocidas como ligas regionales hasta que en la temporada 2015/16 logró el ascenso al Campeonato de Portugal. El club también ha sido formativo para jugadores portugueses que posteriormente han jugado al más alto nivel.